# Sarazenen

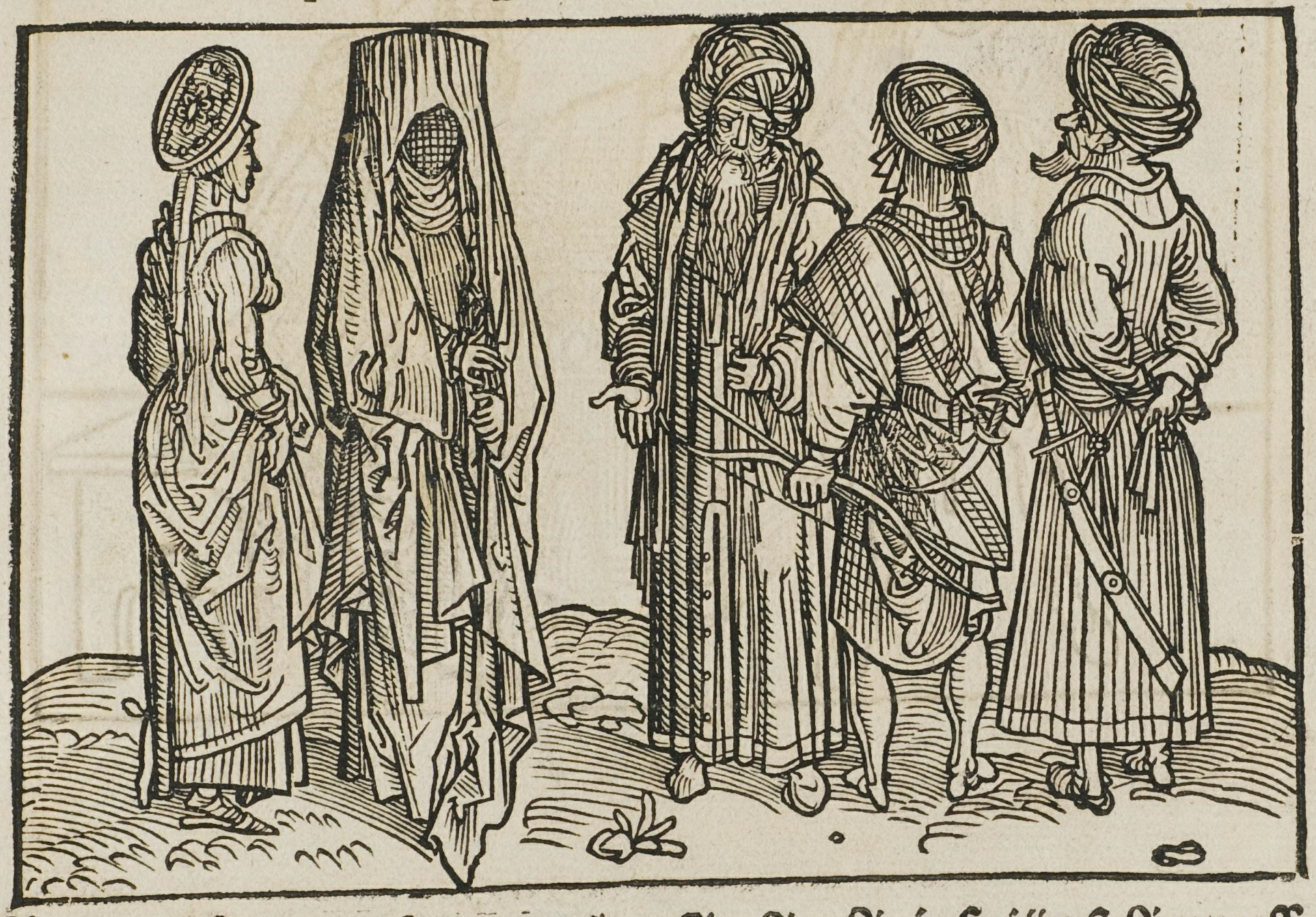
Weibliche und männliche Tracht der Sarazenen in einer Darstellung von 1486

Der Begriff Sarazenen (von lateinisch sar[r]acenus; wahrscheinlich über arabisch شرقيون, DMG šarqīyūn ‚Menschen des Ostens‘ in Bezug auf die Bewohner der arabischen Halbinsel, von arabisch شرقي, DMG šarqī ‚östlich‘) bezeichnet ursprünglich einen im Nordwesten der arabischen Halbinsel siedelnden Volksstamm. Infolge der islamischen Expansion wurde der Begriff in lateinischen Quellen und im christlichen Europa als Sammelbezeichnung für die islamisierten Völker verwendet, die ab etwa 700 n. Chr. den östlichen und südlichen Mittelmeerraum beherrschten, auch unter dem Eindruck der von ihnen ausgehenden Piraterie. Zu ihren Vertretern zählen z. B. die Herrscherdynastien der Abbasiden, Fatimiden und Ziriden.

## Etymologie
Griechisch Sarakenoí (Σαρακηνοί), syrisch Sarkaye und lateinisch Saraceni bezeichneten in der Spätantike zunächst einen oder mehrere Nomadenstämme im Nordwesten Arabiens und auf der Sinai-Halbinsel, und zwar nach der Darstellung des Ptolemäus im Gebiet von Nabatäa. Die Herkunft und Bedeutung des Begriffs Sarazenen wurde früher unterschiedlich gesehen. Ptolemäus verband den Begriff mit dem Toponym Sáraka (Σάρακα), das einerseits eine Stadt in Arabia Felix, zum anderen eine Wüste auf der Sinai-Halbinsel (auch Sarakēnḗ, Σαρακηνή) bezeichnete. Seit dem dritten Jahrhundert wurde die Bezeichnung synonym mit Arabes Scenitae (gr. Σκηνῖται) verwendet, die sich ihrerseits als „Zelt-Araber“ verstehen lässt, aber wohl in keinem etymologischen Zusammenhang mit Sarakēnoí steht. Seit dem sechsten Jahrhundert bezeichnete Sarakēnoí in Byzanz alle Arabisch sprechenden Völker.
Unter den Etymologien, die in moderner Zeit vorgeschlagen wurden, begegnet am häufigsten eine im 18. Jahrhundert aufgekommene Herleitung von Scharqiyun („Morgenländer“) aus arabisch شرقي scharqi, DMG šarqī ‚östlich, orientalisch, Orientale‘, von dem sich auch die arabische Bezeichnung für den Orient, al-Mašriq, herleitet. Daneben wurde auch eine Herleitung aus der semitischen Wurzel šrkt „Stamm, Konföderation“ vorgeschlagen.
Der Theologe und Arabist Günter Lüling hat die mittelalterliche Verbindung mit der alttestamentlichen Sara, der Ehefrau Abrahams und Erzmutter Israels, wiederaufgenommen und eine Bedeutung „Bekämpfer Sarahs“ vermutet, indem er den Wortbestandteil -kenós zu gr. kónein (κόνειν) „bekämpfen“ stellte und das Wort für ein Synonym von Hagarener (Hagarenoi) hielt, einer weiteren aus der Bibel abgeleiteten Bezeichnung für die arabischen Stämme.

## Bedeutungsentwicklung
Die Bedeutung wurde seit der Spätantike sukzessive erweitert, zuerst auf die übrigen arabischen Stämme der vorislamischen Zeit (Eusebius, Hieronymus), dann im Laufe der kriegerischen Auseinandersetzungen mit maurischen und arabischen Armeen in Europa auf die islamischen Völkerschaften schlechthin. In dieser erweiterten Bedeutung wurde das Wort seit der Zeit der Kreuzzüge aus dem Griechischen und Lateinischen auch in die europäischen Volkssprachen übernommen.
Der Gebrauch im christlichen Schrifttum war hierbei von einer die bezeichneten Völker abwertenden, gelehrten Volksetymologie geprägt. Bereits bei Hieronymus und Sozomenos, also in vorislamischer Zeit, erscheint die Worterklärung, dass die Agarener (oder Hagarener), die Nachfahren der Hagar, der verstoßenen Sklavin und Nebenfrau Abrahams, sich fälschlich als „Sarazenen“ bezeichnet hätten, um sich als Abkömmlinge der Sarah, der Freien und Ehefrau Abrahams auszugeben und sich dadurch aufzuwerten. Diese Worterklärung, die die Sarazenen als verkappte Agarener, und damit in Anknüpfung an die paulinische Deutung des alttestamentlichen Themas (Gal 4,21–31 ) als Angehörige eines von Gott heilsgeschichtlich verstoßenen Volkes deutete, wurde bei den christlichen Autoren des Mittelalters seit dem Aufkommen des Islams zu einem anti-islamischen Topos, der in der europäischen Literatur über die Kreuzzüge und den Islam weitere Verbreitung erlangte.
Der römische Terminus Saracenus für die arabischen Eroberer Spaniens fand als Sarqy auch Eingang ins Hebräische.

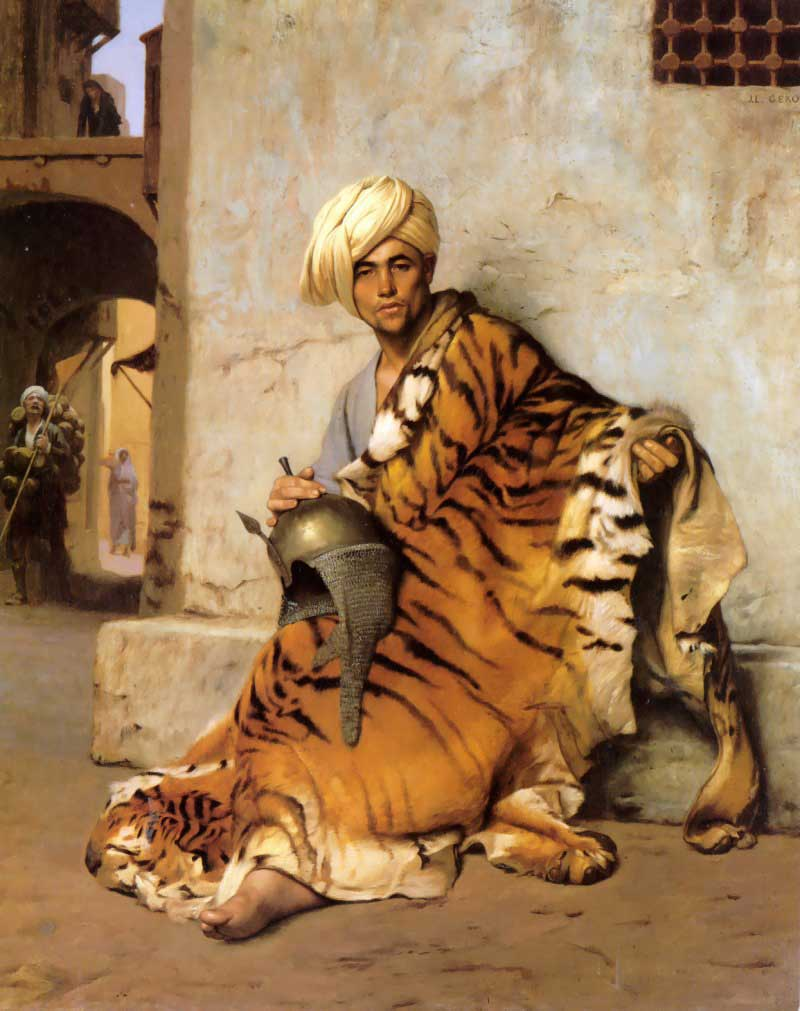
Sarazenischer Pelzhändler in Kairo, Ölgemälde von Jean-Léon Gérôme (1869)

Das Wort saracenus und seine volkssprachlichen Entsprechungen haben im Verlauf ihrer mittelalterlichen Bedeutungsentwicklung neben der primären ethnischen oder religiösen Bedeutung „islamischen Völkern zugehörig“ zum Teil auch die weitere Bedeutung „heidnisch“ oder allgemein „fremdartig, alt“ angenommen (so in Bezeichnungen von Bauwerken oder Ruinen der römischen Antike als „sarazenisch“, daher auch engl. sarsen (stone) für Megalithen in prähistorischen Monumenten), außerdem in bestimmten Zusammenhängen die übertragene Bedeutung „schwarz, dunkel“. Sprach- und sachgeschichtlich ist deshalb oft schwer oder nur anhand des jeweiligen Kontextes zu entscheiden, ob gegebene Verwendungsweisen auf der primären oder einer der sekundären Bedeutungen beruhen.
Als zu Beginn des 15. Jahrhunderts in romanischen und deutschsprachigen Ländern erstmals Gruppen der ursprünglich aus Indien stammenden, über Byzanz und den Balkan zugewanderten Roma auftauchten und von der einheimischen Bevölkerung als Angehörige eines fremden, dunkelhäutigen und aus dem Osten stammenden Volkes wahrgenommen wurden, wurde neben anderen Bezeichnungen wie „Ägypter“, „Zigeuner“ (beides schon im byzantinischen Sprachgebrauch vorgebildet), „Heiden“ und „Tataren“ zuweilen auch die Bezeichnung „Sarazenen“ für Roma verwendet, so hauptsächlich in romanischen Sprachen, und unter deren Einfluss dann im 15. Jahrhundert vereinzelt auch im Deutschen.

## Abgeleitete Namen

### Personennamen
Besonders in Frankreich und der Schweiz ist noch heute der Familienname Sarasin oder Sarrasin bzw. Sarazin, Sarrazin (von mittelhochdeutsch Sarrazîn) verbreitet, in der deutschsprachigen Schweiz auch Saratz, in Italien und der italienischsprachigen Schweiz Saraceno, Sarraceno, Saracino, Sarracino oder Saraceni, Sarraceni, im Englischen die aus dem Französischen bzw. Anglonormannischen noch weiter entwickelte Form Sarson. Vorläufer solcher Namen ist im Mittelalter ein in den lateinischen Quellen seit dem elften Jahrhundert vielfach dokumentierter Name oder Beiname Saracenus, der in vielen Fällen wegen einer „sarazenischen“ Herkunft des Trägers, in anderen Fällen aber auch nur wegen eines zeitweiligen Aufenthaltes bei den „Sarazenen“ oder, wie lat. Maurus, nordfrz. Moreau, engl. Moore, zur Hervorhebung einer besonders dunklen Haut- oder Haarfarbe entstand. Sofern der Name erst im Spätmittelalter in Gebrauch kam, ist auch mit der Möglichkeit zu rechnen, dass er im Hinblick auf die mögliche Bedeutung „Zigeuner“ gewählt wurde.
Historisch namhafte mittelalterliche Träger waren unter anderem:
- Johannes Afflacius Saracenus, Arzt und Autor, Schüler von Constantinus Africanus
- Sarrasine, Ehefrau des Kreuzfahrers Hugo VII. von Lusignan († 1151), deren in den Quellen nicht dokumentierte Herkunft man als arabisch, armenisch oder französisch zu deuten versucht hat
- Johannes Sar(r)acenus, übersetzte 1166/67 die Werke des Pseudo-Dionysius aus dem Griechischen ins Lateinische
- Jean Sarrasin, Pariser Kammerherr Ludwigs IX. und 1248 Teilnehmer des sechsten Kreuzzuges, zu dem er einen Brief verfasste
- Petrus Saracenus de Andreocta, Angehöriger des römischen Adelsgeschlechts der Saraceni, im ersten Drittel des 13. Jh. als Diplomat in Diensten Heinrichs III. von England an der päpstlichen Kurie und in Frankreich tätig. Weitere Mitglieder der Familie, die mit den Papareschi, dem Geschlecht des Papstes Innozenz II. verwandt war, sind als päpstliche Kapläne oder Bischöfe nachweisbar: Johannes Saracenus de Urbe war von 1259 bis 1280 Erzbischof von Bari.

Gegenwärtig bekanntester Namensträger in Deutschland ist Thilo Sarrazin.

### Schweizer Ortsnamen

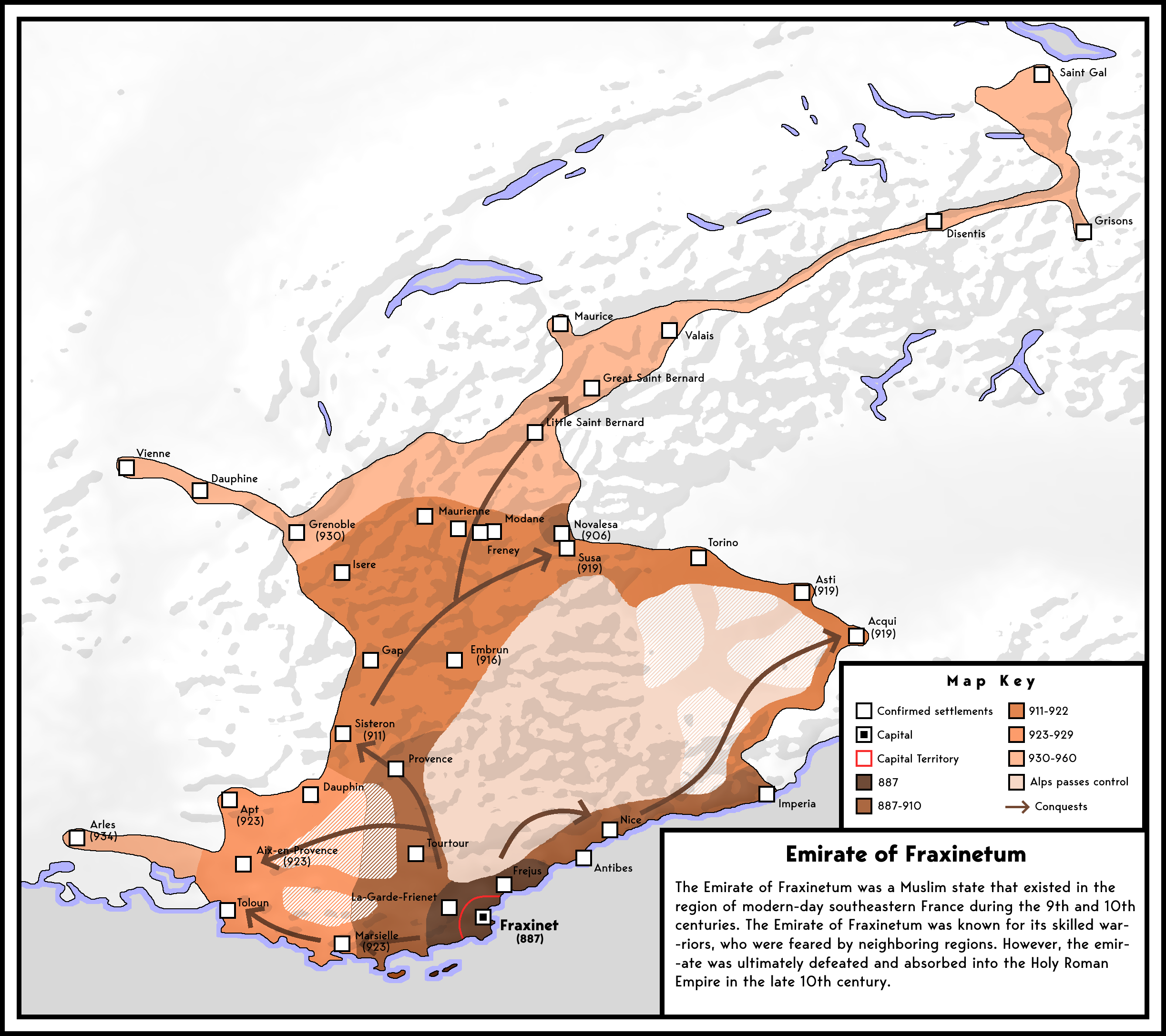
Karte des Emirats von Fraxinetum mit Ansiedlungen und Daten

Da „Sarazenen“ (d. h. Mauren überwiegend berberischer Herkunft, sie lagerten zwischen ca. 890 und 970 in der Gegend um Fraxinetum) während des neunten und zehnten Jahrhunderts vereinzelt auch Züge über die Westalpen in die Schweiz unternahmen, wo sie – über das Hospiz auf dem Grossen St. Bernhard – unter anderem bis nach Chur und St. Gallen kamen, hat man in späterer Zeit einige Schweizer Ortsnamen mit solchen „Eindringlingen“ in Verbindung bringen wollen. Auch in denjenigen Fällen, in denen sich ein solches Toponym sprachlich tatsächlich aus dem Namen der Sarazenen herleiten lässt – wie speziell im Fall von Pontresina (1137–1139 als pons sarasina, 1303 als ponte sarracino belegt) und der Wasserleitung Bisse de Sarrazin im Walliser Vercorin – ist jedoch zu bedenken, dass im Hintergrund auch ein nicht oder nicht mehr ethnisch bedingter Personenname des namengebenden Erbauers oder Besitzers stehen kann oder eine allgemeinere Bedeutung wie „fremdartig, alt“. So schreibt das Historische Lexikon der Schweiz: „Der immer wieder postulierten arabischen Etymologie einiger Walliser Orts- und Bergnamen steht die linguistische Forschung ablehnend gegenüber.“

### Buchweizen
Als „sarazenisches Korn“ wird in den romanischen Sprachen der Buchweizen bezeichnet (frz. blé sarrasin, ital. grano saraceno, span. trigo sarraceno), der ursprünglich aus China stammt und den Europäern als Kulturpflanze von den Tataren vermittelt wurde (in Deutschland erstmals 1396 urkundlich bezeugt). Dass der Name primär im Sinne „Korn der Sarazenen“ (vgl. lat. frumenta sarracenorum, 1460) zu verstehen ist und hiermit auf die Herkunft aus einem fremden, heidnischen Volk hinweist, wird durch vergleichbare Bezeichnungen im Deutschen (mittelhochd. heidenkorn, südl. Österreich: Haid, Heid, Hoad und Heidensterz) und in ost- und nordeuropäischen Sprachen (böhm. tatarka oder pohanka von lat. paganus, slk. tatárka, pohánka, estn. tatar, finn. tattari) nahegelegt. Lediglich sekundär könnte der romanische Name dann zusätzlich auch durch die dunkle Farbe der Früchte des Buchweizens motiviert sein (vgl. frz. blé noir, ital. grano nero, deutsch Schwarzes Welschkorn).

### Weitere Pflanzennamen
In der Entstehung ungeklärt ist die Verwendung (aristolochia) sarracenica (16. Jh.?, Tabernaemontanus), französisch sarrasine (1611 mit der engl. Übersetzung „Heatwort, or Birthwort“), eingedeutscht Saracenkraut (18. Jh., Johann Leonard Frisch) für Pflanzen aus der Familie der Osterluzeigewächse. Senecio sarracenicus ist der botanische Name des Fluss-Greiskrauts.
Der wissenschaftliche lateinische Name der in Amerika verbreiteten Familie der Schlauchpflanzengewächse, Sarraceniaceae, und ebenso derjenige der zu dieser Familie gehörenden Gattung der Schlauchpflanzen oder Trompetenpflanzen, Sarracenia bzw. im Plural Sarraceniae, sind jeweils abgeleitet von dem Namen des französisch-kanadischen Botanikers Michel Sarrazin (1659–1734).